# Samuele Sangalli
Mons. Samuele Sangalli (* 10. září 1967, Lecco) je italský římskokatolický duchovní, arcibiskup a adjunkt sekretář sekce pro evangelizaci Dikasteria pro evangelizaci.

## Život
Narodil se 10. září 1967 v Leccu.
Studoval pedagogiku na univerzitě La Sapienza v Římě, filosofii na Papežské univerzitě Gregoriana a teologii na Papežské teologické fakultě Jižní Itálie a na Papežské fakultě Teresianum.
Dne 8. června 1996 jej kardinál Carlo Maria Martini vysvětil na kněze a byl inkardinován do arcidiecéze Miláno.
Stal se úředníkem Kongregace pro biskupy a profesorem na univerzitě Gregoriana a Svobodné mezinárodní univerzitě sociálních studií v Římě.
Dne 26. září 2009 mu byl udělen titul Kaplan Jeho Svatosti.
Dne 25. dubna 2023 jej papež František jmenoval podsekretářem sekce pro evangelizaci Dikasteria pro evangelizaci. Dne 1. října 2024 byl převeden do funkce adjunkt sekretáře stejné sekce a 6. února 2025 byl ustanoven titulárním arcibiskupem ze Zelly. Biskupské svěcení přijal 19. března 2025 z rukou kardinála Luise Antonia Tagle a spolusvětiteli byli kardinál Francesco Coccopalmerio a arcibiskup Fortunatus Nwachukwu.